# Шейху Куяте
Шейху́ Куяте́ (фр. Cheikhou Kouyaté, нар. 21 грудня 1989, Дакар, Сенегал) — сенегальський футболіст, центральний захисник клубу «Ноттінгем Форест» і національної збірної Сенегалу.

## Клубна кар'єра

### «Брюссель»
Вихованець юнацьких команд футбольних клубів «Єго Дакар» та «Брюссель».

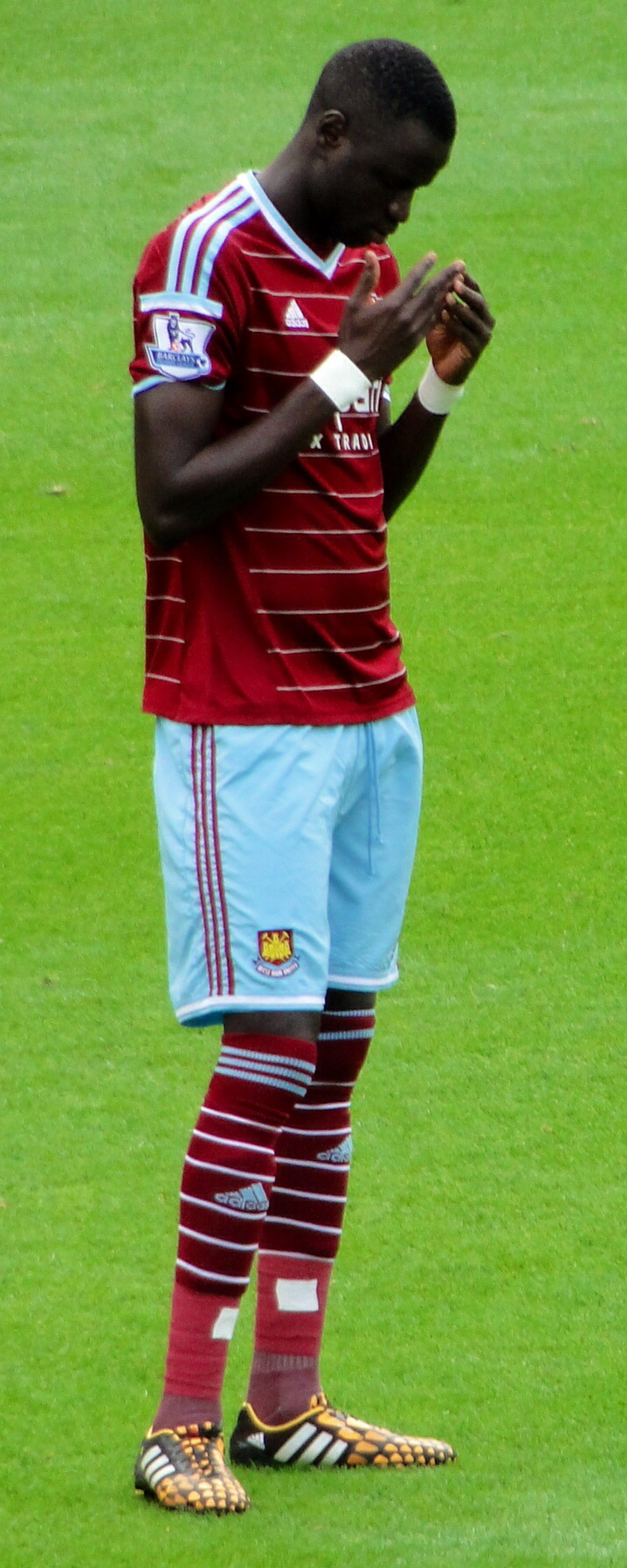
Шейху Куяте під час виступів за «Вест Гем Юнайтед». 2014 рік.

У дорослому футболі дебютував 2007 року виступами за «Брюссель», в якому провів один сезон, взявши участь лише у 10 матчах чемпіонату.

### «Андерлехт»
Своєю грою за цю команду привернув увагу представників тренерського штабу «Андерлехта», до складу якого приєднався 2008 року. Проте на наступний сезон був відданий в оренду в «Кортрейк», у складі якого став основним гравцем команди.
До складу клубу «Андерлехт» повернувся влітку 2009 року і став основним гравцем команди. У новій команді провів п'ять сезонів, за які встиг відіграти за команду з Андерлехта 153 матчі в національному чемпіонаті і стати чотириразовим чемпіоном Бельгії та триразовим володарем національного суперкубку.

### «Вест Гем Юнайтед»
18 червня 2014 року перейшов в англійський «Вест Гем Юнайтед», підписавши чотирирічний контракт. Відтоді встиг відіграти за клуб з Лондона понад 100 матчів у національному чемпіонаті.

## Виступи за збірні
2007 року залучався до складу молодіжної збірної Сенегалу. На молодіжному рівні зіграв у 3 офіційних матчах, забив 2 голи.
2012 року захищав кольори олімпійської збірної Сенегалу на Олімпійських іграх 2012 року у Лондоні.
29 лютого 2012 року дебютував в офіційних матчах у складі національної збірної Сенегалу в товариській грі зі збірною ПАР, яка завершилася у нічию 0-0.
У складі збірної був учасником Кубка африканських націй 2015 року в Екваторіальній Гвінеї, на якому зіграв у всіх трьох матчах, проте сенегальці не змогли вийти з групи.
Наразі провів у формі головної команди країни 41 матч, забивши 2 голи. З початку 2016 року став капітаном національної команди.
| Дата       | Місто          | Господарі        | Результат               | Гості        | Турнір                                      | Голи | Примітки       |
| ---------- | -------------- | ---------------- | ----------------------- | ------------ | ------------------------------------------- | ---- | -------------- |
| 29-2-2012  | Дурбан         | ПАР              | 0 – 0                   | Сенегал      | товариський матч                            | -    |                |
| 25-5-2012  | Марракеш       | Марокко          | 0 – 1                   | Сенегал      | товариський матч                            | -    |                |
| 2-6-2012   | Дакар          | Сенегал          | 3 – 1                   | Ліберія      | Відбір до ЧС 2014                           | -    |                |
| 8-9-2012   | Абіджан        | Кот-д'Івуар      | 4 – 2                   | Сенегал      | Відбір до Кубка африканських націй 2013     | -    |                |
| 13-10-2012 | Дакар          | Сенегал          | 0 – 2                   | Кот-д'Івуар  | Відбір до Кубка африканських націй 2013     | -    |                |
| 14-11-2012 | Ніамей         | Нігер            | 1 – 1                   | Сенегал      | товариський матч                            | -    |                |
| 5-2-2013   | Сен-Ле-ла-Форе | Сенегал          | 1 – 1                   | Гвінея       | товариський матч                            | -    |                |
| 14-8-2013  | Сен-Ле-ла-Форе | Замбія           | 1 – 1                   | Сенегал      | товариський матч                            | -    |                |
| 7-9-2013   | Дакар          | Сенегал          | 1 – 0                   | Уганда       | Відбір до ЧС 2014                           | -    |                |
| 12-10-2013 | Абіджан        | Кот-д'Івуар      | 3 – 1                   | Сенегал      | Відбір до ЧС 2014                           | -    |                |
| 5-3-2014   | Сен-Ле-ла-Форе | Сенегал          | 1 – 1                   | Малі         | товариський матч                            | -    |                |
| 25-5-2014  | Каруж          | Сенегал          | 3 – 1                   | Косово       | товариський матч                            | -    |                |
| 5-9-2014   | Дакар          | Сенегал          | 2 – 0                   | Єгипет       | Відбір до Кубка африканських націй 2015     | -    |                |
| 10-9-2014  | Габороне       | Ботсвана         | 0 – 2                   | Сенегал      | Відбір до Кубка африканських націй 2015     | -    |                |
| 15-11-2014 | Каїр           | Єгипет           | 0 – 1                   | Сенегал      | Відбір до Кубка африканських націй 2015     | -    |                |
| 19-11-2014 | Дакар          | Сенегал          | 3 – 0                   | Ботсвана     | Відбір до Кубка африканських націй 2015     | -    |                |
| 9-1-2015   | Касабланка     | Сенегал          | 1 – 0                   | Габон        | товариський матч                            | -    |                |
| 13-1-2015  | Касабланка     | Сенегал          | 5 – 2                   | Гвінея       | товариський матч                            | -    |                |
| 19-1-2015  | Монгомо        | Гана             | 1 – 2                   | Сенегал      | Кубок африканських націй 2015 - 1-й етап    | -    |                |
| 23-1-2015  | Монгомо        | ПАР              | 1 – 1                   | Сенегал      | Кубок африканських націй 2015 - 1-й етап    | -    |                |
| 27-1-2015  | Малабо         | Сенегал          | 0 – 2                   | Алжир        | Кубок африканських націй 2015 - 1-й етап    | -    |                |
| 13-6-2015  | Дакар          | Сенегал          | 3 – 1                   | Бурунді      | Відбір до Кубка африканських націй 2017     | -    |                |
| 5-9-2015   | Віндгук        | Намібія          | 0 – 2                   | Сенегал      | Відбір до Кубка африканських націй 2017     | 1    |                |
| 13-10-2015 | Алжир (місто)  | Алжир            | 1 – 0                   | Сенегал      | товариський матч                            | -    | 66'            |
| 13-11-2015 | Антананаріву   | Мадагаскар       | 2 – 2                   | Сенегал      | Відбір до ЧС 2018                           | -    | 80'            |
| 17-11-2015 | Дакар          | Сенегал          | 3 – 0                   | Мадагаскар   | Відбір до ЧС 2018                           | 1    | 87'            |
| 26-3-2016  | Дакар          | Сенегал          | 2 – 0                   | Нігер        | Відбір до Кубка африканських націй 2017     | -    | кап.           |
| 28-5-2016  | Кігалі         | Руанда           | 0 – 2                   | Сенегал      | товариський матч                            | -    | 72', кап.      |
| 4-6-2016   | Бужумбура      | Бурунді          | 0 – 2                   | Сенегал      | Відбір до Кубка африканських націй 2017     | -    | кап.           |
| 3-9-2016   | Дакар          | Сенегал          | 2 – 0                   | Намібія      | Відбір до Кубка африканських націй 2017     | -    | кап.           |
| 8-10-2016  | Дакар          | Сенегал          | 2 – 0                   | Кабо-Верде   | Відбір до ЧС 2018                           | -    | 83', кап.      |
| 12-11-2016 | Полокване      | ПАР              | 2 – 1                   | Сенегал      | Відбір до ЧС 2018                           | -    | кап.           |
| 11-1-2017  | Браззавіль     | Республіка Конго | 0 – 2                   | Сенегал      | товариський матч                            | -    | кап.           |
| 15-1-2017  | Франсвіль      | Туніс            | 0 – 2                   | Сенегал      | Кубок африканських націй 2017 - 1-й етап    | -    | 88', кап.      |
| 19-1-2017  | Франсвіль      | Сенегал          | 2 – 0                   | Зімбабве     | Кубок африканських націй 2017 - 1-й етап    | -    | 84' 32', кап.  |
| 29-1-2017  | Франсвіль      | Сенегал          | 0 – 0 д.ч. (4 - 5 п.п.) | Камерун      | Кубок африканських націй 2017 - чвертьфінал | -    | 109' 93', кап. |
| 23-3-2017  | Лондон         | Нігерія          | 1 – 1                   | Сенегал      | товариський матч                            | -    | кап.           |
| 2-9-2017   | Дакар          | Сенегал          | 0 – 0                   | Буркіна-Фасо | Відбір до ЧС 2018                           | -    | 89'            |
| 5-9-2017   | Уагадугу       | Буркіна-Фасо     | 2 – 2                   | Сенегал      | Відбір до ЧС 2018                           | -    | кап.           |
| 7-10-2017  | Прая           | Кабо-Верде       | 0 – 2                   | Сенегал      | Відбір до ЧС 2018                           | -    | кап.           |
| Усього     |                | Матчів           | 41                      |              | Голів                                       | 2    |                |

## Досягнення
- Чемпіон Бельгії (4):

«Андерлехт»: 2009–10, 2011–12, 2012–13, 2013–14
- Володар Суперкубка Бельгії (3):

«Андерлехт»: 2010, 2012, 2013
- Переможець Кубка африканських націй: 2021
- Срібний призер Кубка африканських націй: 2019